# Бровко Інна Валеріївна
Інна Валеріївна Бровко (нар. 26 квітня 1997) — українська фехтувальниця на шпагах, чемпіонка Європи, бронзова призерка чемпіонату Європи.

## Спортивна кар'єра
У 2014 році представила Україну на Юнацьких Олімпійських іграх, де мінімально поступилася у чвертьфіналі. 
У 2017 році стала срібною призеркою чемпіонату Європи серед юніорів.
У 2019 року виграла срібну медаль молодіжного чемпіонату Європи у командних змаганнях.
У 2022 році вперше виступила на чемпіонаті Європи у складі дорослої збірної. В особистих змаганнях мінімально поступилася румунській фехтувальниці Б'янці Банеа (13:14) та посіла 36-те місце.  У командних змаганнях виступила разом із досвідченою Яною Шемякіною та ще двома дебютантками чемпіонатів Європи Юлією Свистіль та Владою Харьковою. Українська команда займала п'ятнадцяте місце у світовому рейтингу та була посіяна під восьмим номером. У першому поєдинку українки здолали збірну Румунії (45:37). У чвертьфіналі змагалися проти найкращої європейської збірної, команди Польщі. Українки лідирували майже всю зустріч, але суперниці зуміли зрівняти рахунок на останніх секундах, що означали визначення переможця на пріоритеті, де сильнішою виявилася українська команда (44:43). У півфіналі поступилися збірній Франції (36:45), але у поєдинку за бронзу зуміли здолати збірну Швейцарії (45:42). Ця медаль стала п'ятою в історії українського жіночого шпажного фехтування та першою з 2005 року. Бровко була запасною фехтувальницею, що не завадило їй провести по два поєдинки у півфіналі з Францією та бронзовому фіналі зі Швейцарією, а також один бій проти збірної Румунії.

## Державні нагороди
- Орден княгині Ольги III ст. (27 червня 2025) — за значні заслуги у зміцненні української державності, мужність і самовідданість, виявлені у захисті суверенітету та територіальної цілісності України, вагомий особистий внесок у розвиток різних сфер суспільного життя, відстоювання національних інтересів нашої держави, сумлінне виконання професійного обов’язку[4]